# Veterný potok
Veterný potok – potok na Słowacji, lewy dopływ Lipnika w dorzeczu Dunajca. Ma dwa źródłowe cieki wypływające na północnych stokach Wietrznego Wierchu w Magurze Spiskiej. Cieki te mają źródła na wysokości około 1000 m i 950 m. Łączą się z sobą na wysokości około 780 m i od tego miejsca potok płynie jednym korytem w kierunku północnym głęboką doliną między dwoma bocznymi grzbietami odchodzącymi od głównej grani Magury Spiskiej. W orograficznie lewym grzbiecie wznoszą się szczyty Kvasník (1019 m) i Čierťaž (787 m), w prawym trzy bezimienne wierzchołki
Veterný potok uchodzi do Lipnika w miejscowości Stráňany. Tuż przed ujściem łączy się z potokiem Podháj i obydwa uchodzą wspólnym korytem. Następuje to na wysokości około 620 m w zabudowanym obszarze tej miejscowości. Wzdłuż koryta Veternego potoku ze Stráňan prowadzi droga, podchodząca aż pod szczyt Wietrznego Wierchu.